# Condado de Okfuskee
El condado de Okfuskee (en inglés: Okfuskee County), fundado en 1907, es un condado del estado estadounidense de Oklahoma. En el año 2000 tenía una población de 11 814 habitantes con una densidad poblacional de 7 personas por km². La sede del condado es Okemah.

## Geografía
Según la Oficina del Censo, el condado tiene un área total de 1629 km² (629 mi²), de la cual 1619 km² (625,1 mi²) es tierra y 10 km² (3,9 mi²) es agua.

## Demografía
En fecha censo de 2000, había 11.814 personas, 4.270 hogares, y 2.971 familias que residían en el condado.
En el 2000 la renta per cápita promedia del condado era de $ 24,324 y el ingreso promedio para una familia era de $30,325. El ingreso per cápita para el condado era de $12,746. En 2000 los hombres tenían un ingreso per cápita de $24,129 frente a $17,819 para las mujeres. Alrededor del 23% de la población estaba bajo el umbral de pobreza nacional.

## Condados adyacentes
- Condado de Creek (norte)
- Condado de Okmulgee (este)
- Condado de McIntosh (sureste)
- Condado de Hughes (sur)
- Condado de Seminole y Condado de Pottawatomie (suroeste)
- Condado de Lincoln (oeste)

## Ciudades y pueblos
- Bearden
- Boley
- Castle
- Clearview
- IXL
- Mason
- Okemah
- Paden
- Weleetka

## Principales carreteras
- Interestatal 40
- U.S. Highway 62
- U.S. Highway 75
- Carretera Estatal 48
- Carretera Estatal 56